# Юліус Лілієнфельд
Ю́ліус Лілієнфе́льд (також — Ліленфельд; 18 квітня 1881, Львів — 29 серпня 1963, Шарлотта-Амалія, Американські Віргінські Острови, США) — фізик єврейського походження, один із винахідників транзисторів.

## Біографія
Навчався у Львівському університеті та політехнічному інституті, в Берліні (Фрідріх-Вільгельм університеті), де слухав лекції, зокрема, М. Планка. Доктор наук (1905).
Від 1910 по 1926 роки був професором Лейпцизького університету.
У США з 1926 року.
Знання інженерних наук допомагало Ю. Лілієнфельду в його діяльності винахідника. Ще в Німеччині він співпрацював з Ф. Цеппеліном (винахідником і виробником стратостатів), досліджував випромінювання, назване рентгенівським. У США розробляв нові види радіоприймачів тощо.
Дослідник і винахідник активно спілкувався з колегами, видатними вченими свого часу, зокрема, листувався з Альбертом Ейнштейном.
Але найбільше його цікавили дослідження, які вели до винаходу транзисторів (у цього винаходу було кілька авторів, які працювали або паралельно, або доповнювали один одного, не знаючи про те. Так сталося, що Нобелівську премію за відкриття транзисторного ефекту 1956 року одержали американські фізики Джон Бардін, Вільям Шоклі та Волтер Браттейн).
За своє життя Ю. Лілієнфельд зареєстрував у Німеччині 15 патентів, а в США — 60. Ідеї, які були закладені в них, знайшли своє продовження у винаходах наступників вченого.
Заслуги Ю. Лілієнфельда через чверть століття після його смерті були відзначені заснуванням у 1988 році премії Американського фізичного товариства, яка названа його іменем і вручається лауреатам щороку.

## Інтернет-ресурси
- Biografie (englisch)
- Günter Dörfel:Julius Edgar Lilienfeld und William David Coolidge – ihre Röntgenröhren und ihre Konflikte. Max-Planck-Institut für Wissenschaftsgeschichte, 2006. (pdf - 4,6 MB)
- Transistor im "Gartenschlauch"-Design für noch kleinere Chips, Welt der Physik
- A Very Early Conception of a Solid State Device, IEEE Global History Network